# آمریتا شرگیل
آمریتا شِرگیل (انگلیسی: Amrita Sher-Gil;زاده ۳۰ ژانویه ۱۹۱۳ – درگذشته ۵ دسامبر ۱۹۴۱) نقاش شهیر مجار-هندی بود. او به عنوان یکی از بزرگترین هنرمندان زن پیشرو در اوایل قرن بیستم و پیشگام در هنر مدرن هندی نامیده شده‌است. آثار او همتراز با استادان رنسانس بنگال بوده و در زمرهٔ گران‌ترین نقاشان هندی است. شرگیل، فریدا کالوی هندوستان نیز نامیده می‌شود. از نقاشی‌های او می‌توان به دختران جوان و روستاییان جنوب هند به سوی بازار اشاره کرد.
آمریتا در بوداپست زاده شد. مادرش یهودی مجار و پدرش یک اشراف‌زاده سیک پنجابی و استاد زبان سانسکریت بود. خانواده آنها در سال ۱۹۲۱ به هند رفتند. همچنین آمریتا همراه مادرش سفرهایی به ایتالیا و بعداً پاریس داشت و با هنر روز آشنا شد. نخستین نقاشی مهمش، دختران جوان او را به جوان‌ترین عضو گرند سالن تبدیل کرد.
در سال ۲۰۱۶ گوگل ۱۰۳مین سالگرد تولد آمریتا شرگیل را با تغییر گوگل دودل گرامی داشت.

## نگارخانه

دختران جوان، ۱۹۳۲، رنگ روغن روی بوم، ۱۳۳×۱۶۴ cm
روستاییان جنوب هند به سوی بازار، ۱۹۳۷.
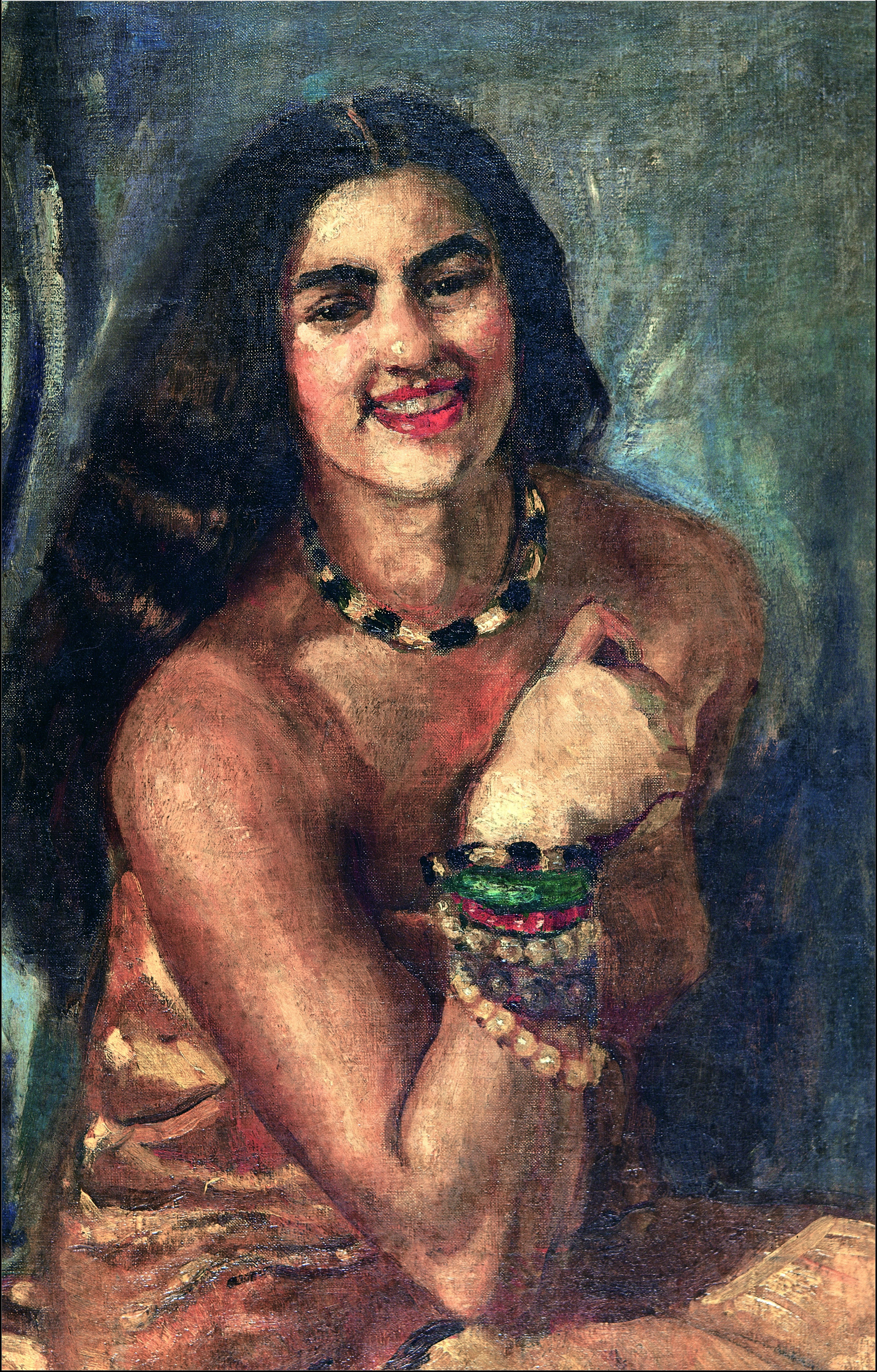
خودنگاره ۱۹۳۰
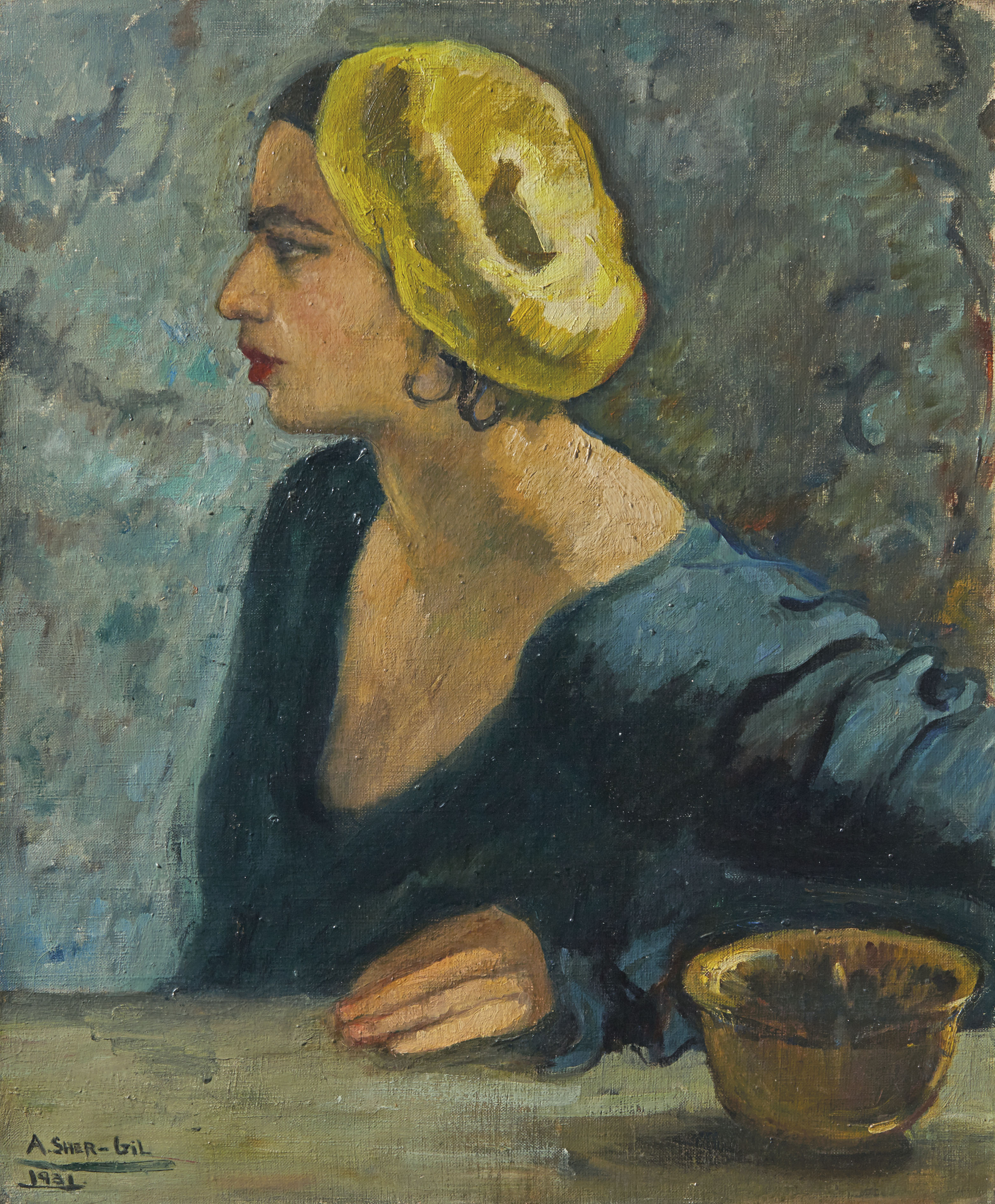
خودنگاره بدون عنوان ۱۹۳۱
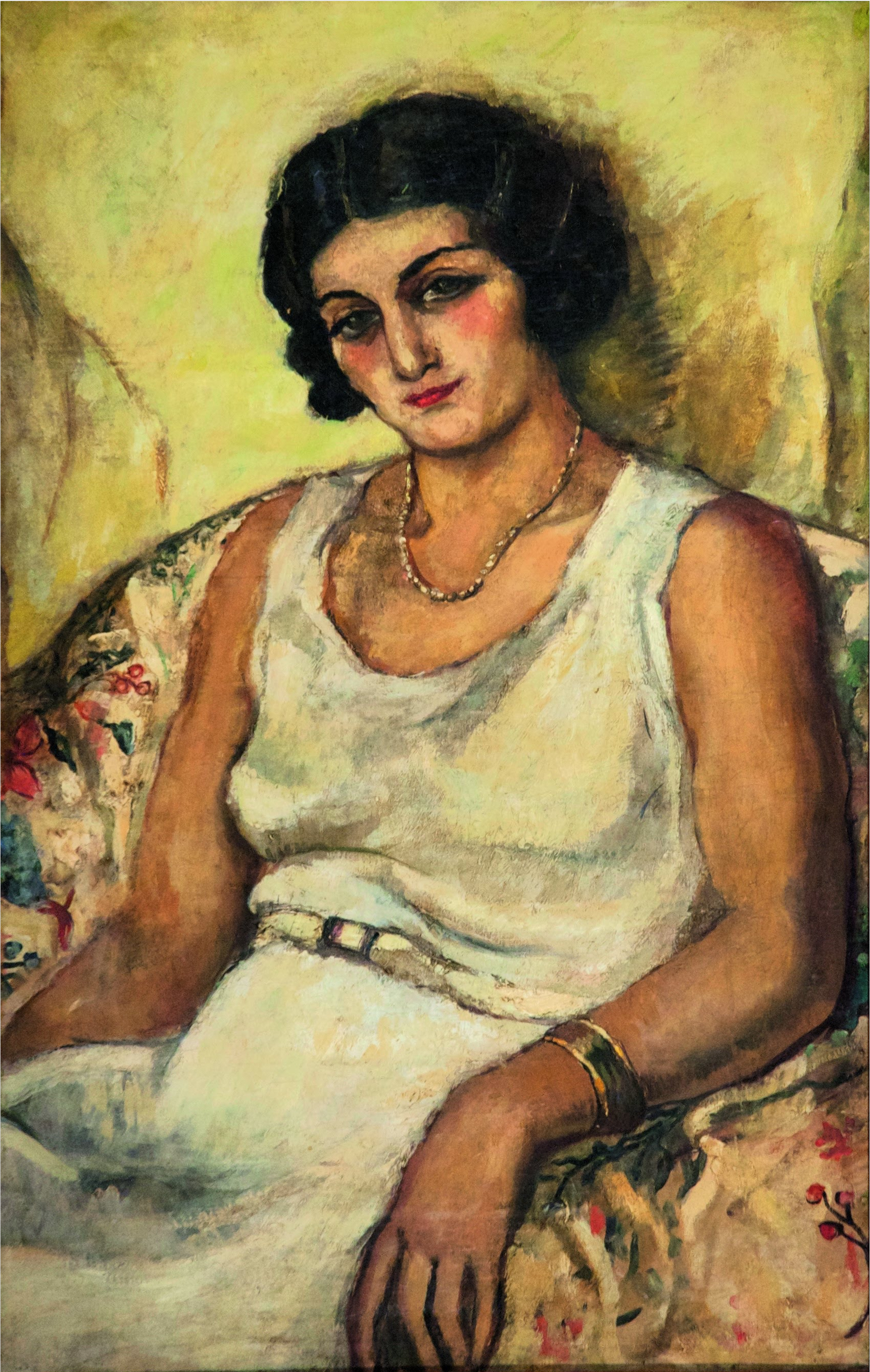
کلارا سِپِشّی، ۱۹۳۲
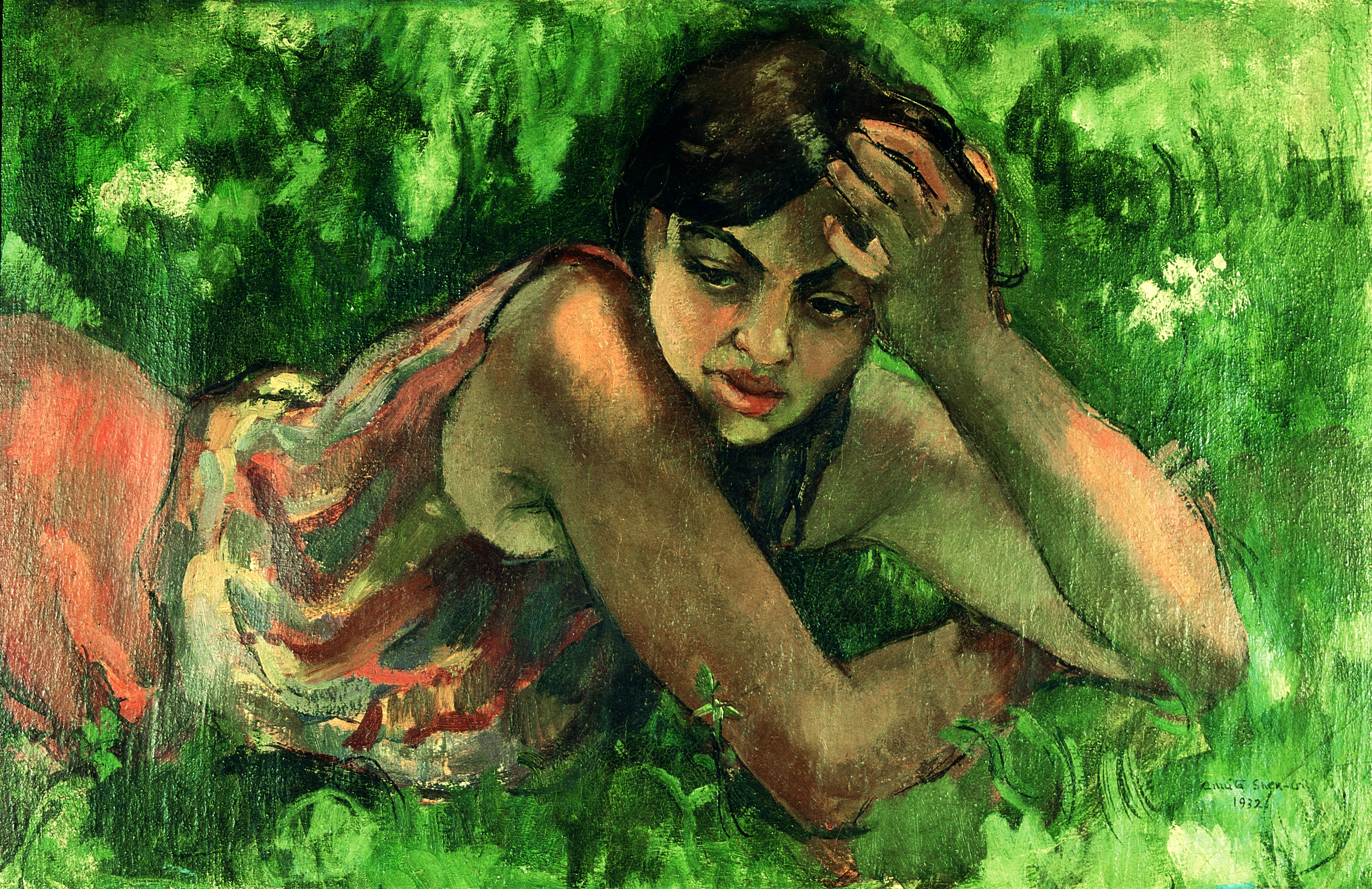
دختر کولی مجار، ۱۹۳۲
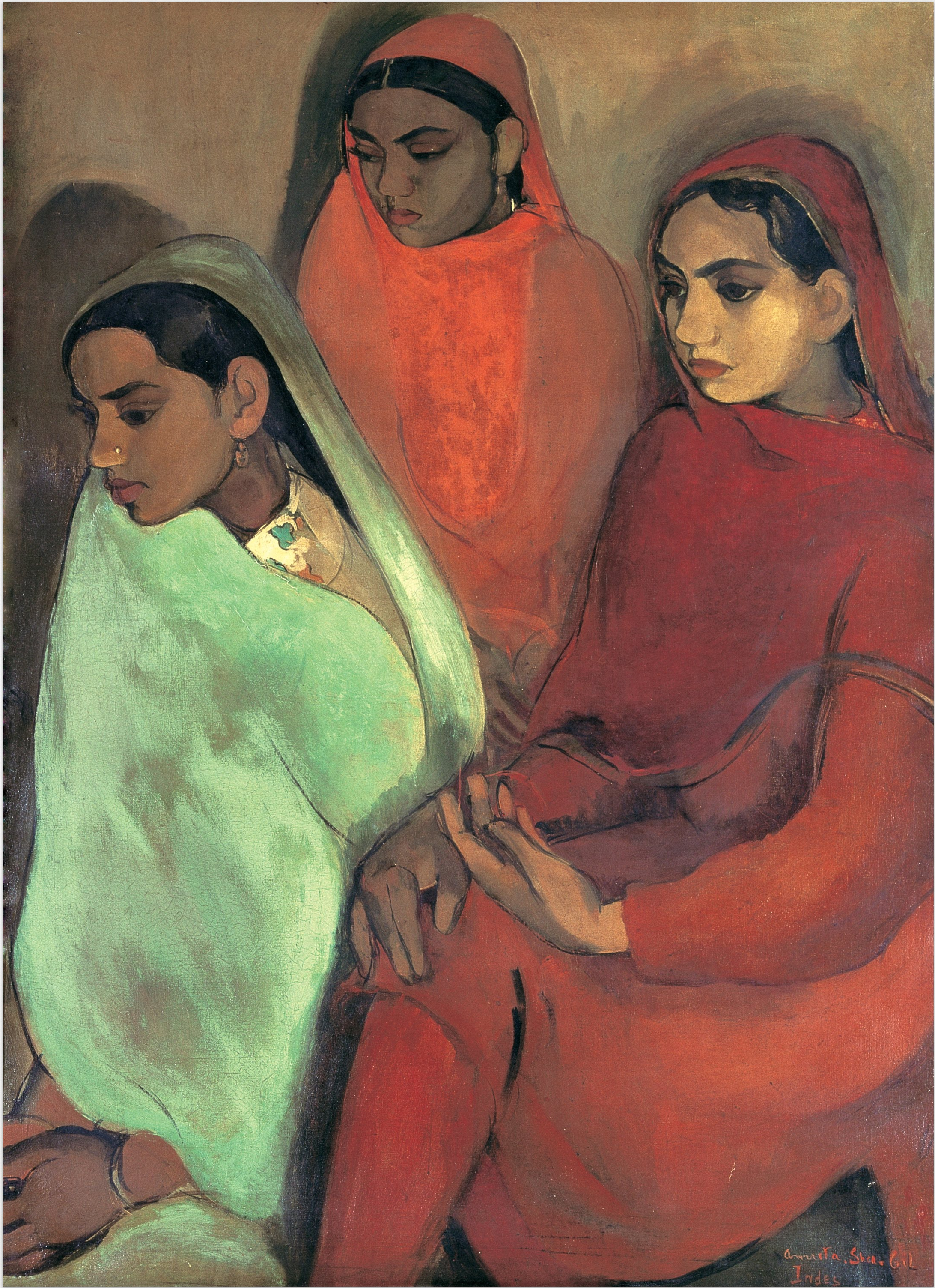
گروه سه دختران، ۱۹۳۵
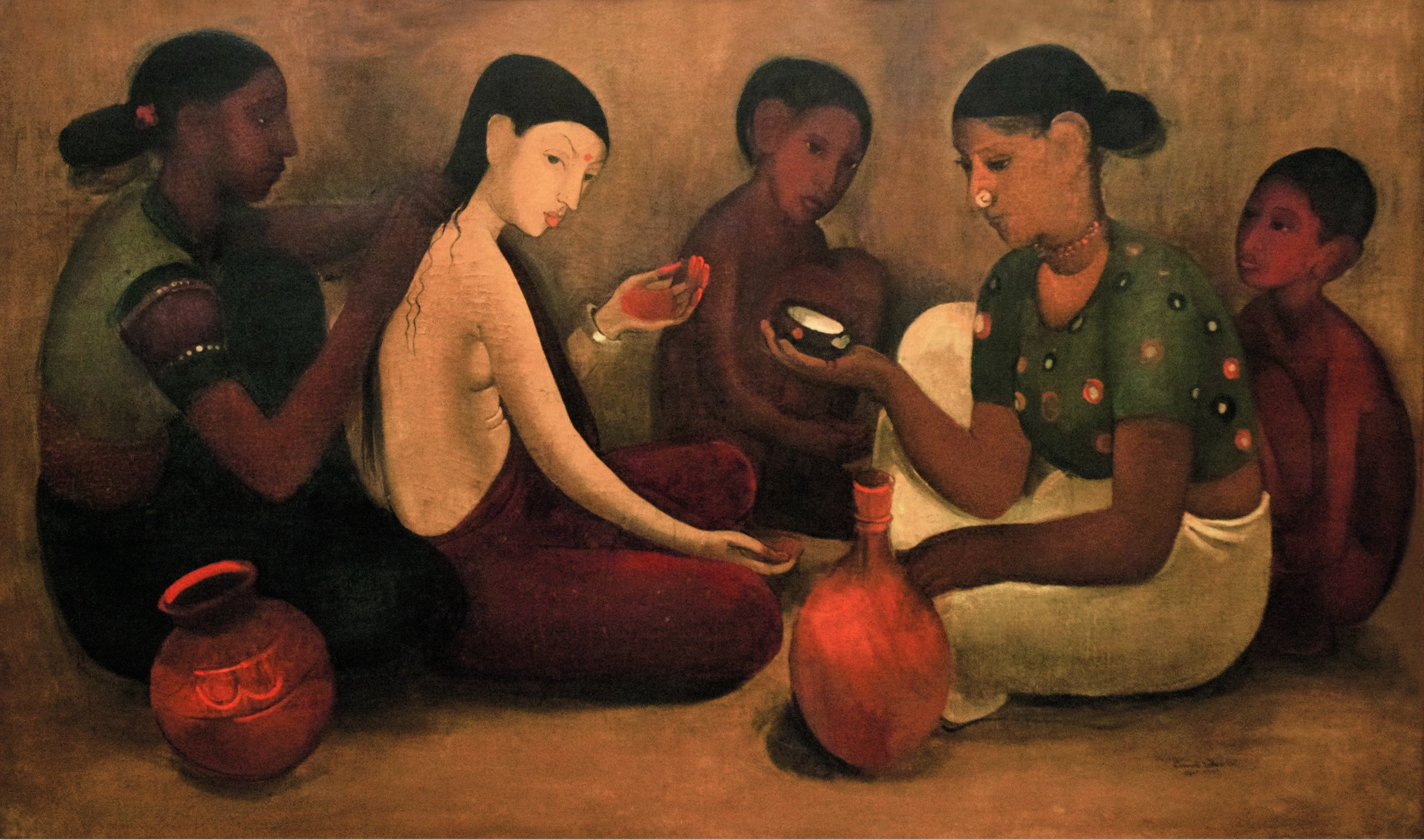
توالت عروس، ۱۹۳۷
صحنه روستایی، ۱۹۳۸